# Multishow
Multishow é um canal de televisão por assinatura brasileiro pertencente à Globo. Foi lançado em 10 de novembro de 1991, como um dos primeiros canais de televisão por assinatura do Brasil. Inicialmente, o Multishow oferecia uma programação generalista, incluindo música, comédia e entretenimento voltados para o público familiar. Com o tempo, o canal refinou seu foco, destacando-se por programas musicais, humorísticos, reality shows e séries direcionadas principalmente a jovens adultos.
O Multishow está disponível na maioria das operadoras de TV por assinatura no Brasil e é reconhecido por suas produções originais e conteúdo musical. Desde sua estreia, passou por várias reformulações visuais e de programação para se adaptar às tendências do mercado e ao perfil do seu público.

## História

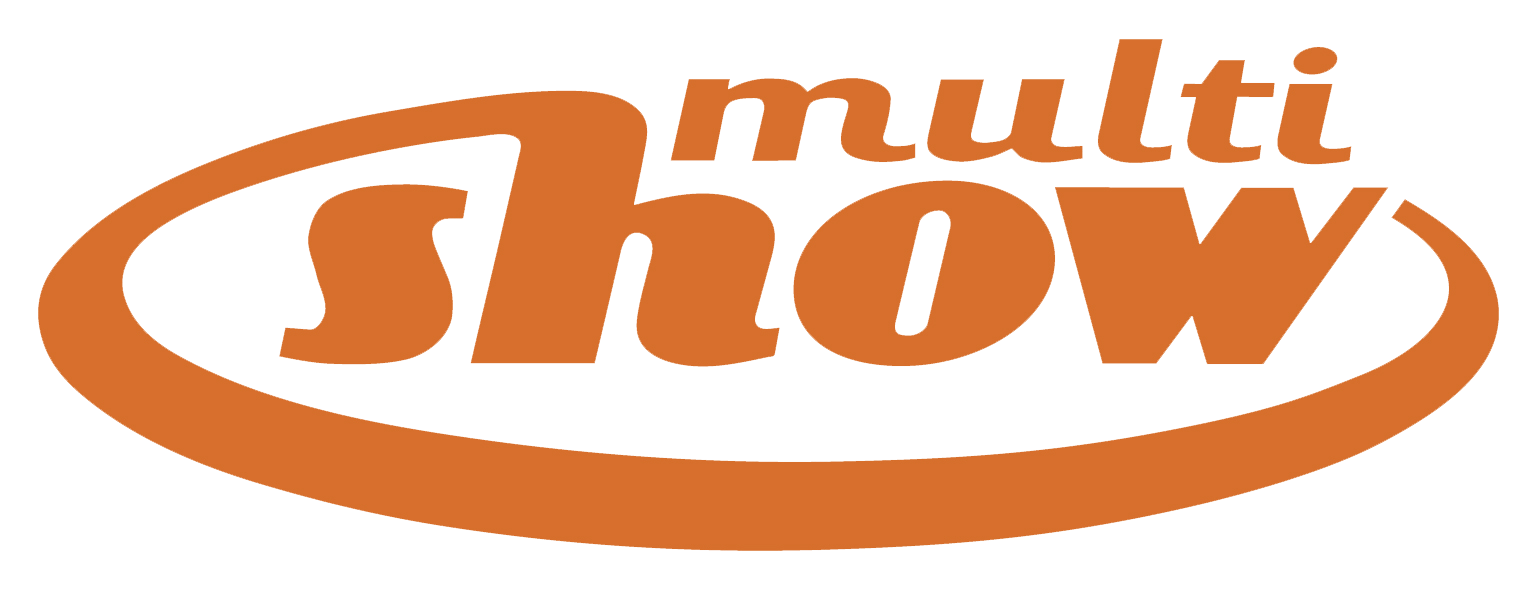
Nos primeiros anos, esse logo era uma esfera laranja, usada entre 2000 a 2008 para a comemoração do 8.º aniversário do canal

### Origens e primeiros formatos (1991-1999)
O Multishow é um dos canais fundadores da extinta Globosat, tendo sido lançado em 10 de novembro de 1991, juntamente com o GNT (que na época era focado em notícias), TopSports (atual SporTV) e Telecine. Em seus primeiros anos, consolidou-se como um canal de variedades, característica que refletia uma lógica de multiprogramação adotada por vários canais da TV por assinatura no início dos anos 1990.
A partir de 1992, o canal passou por um redesenho estratégico que definiu com mais nitidez sua proposta editorial. A grade passou a ser estruturada por faixas horárias bem delimitadas: durante o dia, concentrava-se no público infantojuvenil, enquanto, no horário nobre, voltava-se a um público familiar e adulto. Essa segmentação buscava atender aos diferentes perfis de espectadores ao longo do dia, reforçando o modelo de multiprogramação que orientava o canal.
Para fortalecer essa proposta, foi criada a faixa Babá Eletrônica, composta por três horas diárias de desenhos animados dublados, voltados ao público infantil. No período noturno, o canal passou a exibir programas como Wonder Years (no Brasil, Anos Incríveis) e atrações voltadas ao universo dos videogames, como Game Pro. Ainda em 1992, o canal contratou o crítico de cinema Wilson Cunha como diretor de programação. Sob sua gestão, foram lançados programas como Multilouco e Galera Fera, voltados aos esportes radicais. Além disso, a criação do programa TVZ, dedicado a videoclipes, inserido entre 19h e 21h, funcionava como uma transição entre os blocos infanto-juvenil e adulto.
Posteriormente, o canal incorporou uma faixa dedicada a desenhos e séries da Nickelodeon, incluindo produções como Ren & Stimpy, Rugrats, Clarissa Sabe Tudo, Doug: O Atolado, Rocko: Vidão Beleza, Dois é Demais, Pagando Mico, Wild & Crazy Kids, além do programa de humor e música Videotribo e da revista de skate Skatevê. O Multishow foi o primeiro canal brasileiro a exibir a série animada Os Simpsons.
No período noturno, após as 21h, a programação trazia o bloco Retrô TV, que exibia séries e filmes antigos como Família Dó-Ré-Mi, Rin-Tin-Tin, Super-Homem, Monkees e The Ed Sullivan Show. Já após as 23h, a grade se voltava a nichos pouco atendidos pela televisão aberta, incluindo programas de jazz, música clássica e comédias, sob o selo Multimix. Já no início da madrugada, a grade incluía o bloco de produções eróticas Sexytime, que permaneceu no ar até 2020, quando foi retirado em razão da reformulação do canal e da política de redução de conteúdo adulto adotada em 2014. Aos finais de semana, o programa ZAP oferecia uma programação interativa baseada em pedidos do público.

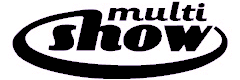
Esse logo passou a ser chamada de "Abra a felicidade" de 2008 a 2012. Esse logo foi desenhado por Paulo Gustavo

Desde 1994, o Multishow realiza anualmente o Prêmio Multishow de Música Brasileira, com o objetivo de reconhecer os destaques da música nacional. Inicialmente, a premiação era definida por votação do público, passando a contar, a partir de 2011, com a participação de um júri especializado, composto por jornalistas e técnicos da indústria fonográfica.
A partir de 1996, o canal Multishow passou a destinar uma faixa diária de treze horas, das 8h às 21h, à programação voltada ao público adolescente, composta por séries estrangeiras, programas musicais e conteúdos de comportamento. A grade foi estruturada de modo a acompanhar os turnos escolares, com reprises dos programas exibidos pela manhã no período da tarde. Em 1997, essa faixa foi ampliada para ter início às 7h30, com a inclusão de quadros informativos, como Beats & Bites, e a estreia de atrações como Radical Livre, estruturada a partir das sugestões de assinantes.
Em novembro de 1999, por ocasião de seu oitavo aniversário, o canal passou por uma reformulação visual com o objetivo de modernizar sua identidade e reforçar sua aproximação com o público jovem-adulto. O novo pacote gráfico incluiu logomarca, vinhetas, chamadas e trilhas com ritmo intenso, cores vibrantes e linguagem visual unificada. A mudança visava dar coesão à grade ainda diversa, herança da proposta de multiprogramação que marcou os anos iniciais do canal, e que, naquele momento, se reconfigurava em torno de quatro eixos temáticos: humor, música, variedades e produções policiais. A nova fase, orientada por pesquisas de audiência em parceria com o Datafolha, também foi marcada por atrações comemorativas, como o Tributo a Tim Maia, Festas Brasileiras e a estreia da série Como Ser Solteiro.

### Redefinição de perfil e ajustes editoriais (2000-2008)
A partir dos anos 2000, o Multishow iniciou um processo de aproximação progressiva com o público jovem adulto. Em 2004, a programação incluiu títulos como Tribos, apresentado por Paulo Vilhena, e Mandou Bem, com Danielle Suzuki, que abordavam aspectos da cultura juvenil e estilos de vida urbanos. No período de 2005 a 2006, o canal consolidou seu foco no público jovem adulto, especialmente na faixa etária de 18 a 34 anos, promovendo a reformulação de programas, como Parada Oi, com Ana Luiza Castro, e a estreia de Revista Celebridades, sob apresentação de Ellen Jabour.
Apesar desse foco, observou-se um crescimento significativo da audiência adolescente, formada pelo público de 11 a 17 anos, em 2005, em função do sucesso do programa TVZ. Em resposta, o canal ampliou sua estratégia para contemplar esse público, realocando apresentadores com apelo teen, como Danielle Suzuki e Jorge de Sá, e lançando o programa Quarto Mundo, que promovia debates entre jovens sobre temas contemporâneos.
Em 2005, em comemoração aos 40 anos da Rede Globo, o Multishow exibiu entre os meses de janeiro e abril, o Festival TV Globo 40 anos. No festival, programas como Sai de Baixo, Armação Ilimitada, Não Fuja da Raia e TV Pirata, bem como as minisséries Anos Dourados, Anos Rebeldes, As Noivas de Copacabana, Labirinto, Sex Appeal, Presença de Anita e O Quinto dos Infernos, foram reprisadas em versões compactas.
Em 2006, buscando reforçar essa conexão com o público jovem, o Multishow contratou Edgard Piccoli e Didi Wagner, ambos ex-apresentadores da MTV Brasil, sua principal concorrente na época. Com a reformulação da programação e do elenco, alinhados a uma nova linguagem visual, o canal lançou, em 20 de novembro de 2006, a estação de rádio online Multishow FM. Para simbolizar essa nova fase e consolidar as transformações, o slogan do canal foi alterado de "Entretenimento é Aqui" para "Multissintonizado".

### A vida sem roteiro(2009–2015): reestruturação e segmentação temática
Em 2009, Guilherme Zattar, então ex-diretor geral do SporTV, assumiu a direção do Multishow, promovendo uma renovação da identidade visual e estruturando a programação em quatro pilares principais: música, comportamento, viagem e humor. Sob essa nova direção, o canal investiu intensamente em reality shows, destacando-se produções como Casa Bonita, Nós 3, Operação S2, Viagem Sem Fim, Minha Praia, Geleia do Rock e Rock Estrada. No humor, além do tradicional e consolidado Cilada, estreou De Cara Limpa, com Fernando Caruso. A dramaturgia ganhou relevância com a estreia da série Quase Anônimos. Os programas de viagem passaram a ocupar maior espaço, com títulos como Vai pra Onde?, Lugar Incomum, Extremos, Pé no Chão, No Caminho, Nalu pelo Mundo, Intercâmbio, Sem Destino e Não Conta Lá Em Casa.
O canal Multishow HD foi lançado em 1º de outubro de 2009, focado em programação musical com shows e clipes. Em 27 de agosto de 2012, o Multishow HD foi renomeado para Bis, mantendo seu acervo de programas musicais e culturais. A transmissão simultânea em HD do Multishow começou oficialmente em 15 de dezembro de 2012, chegando à NET na mesma data, com destaque para o show ao vivo dos 50 anos dos Rolling Stones, direto de Nova Jersey.

### A gente se diverte(desde 2016): o humor como eixo central da programação
Em 9 de maio de 2016, o Multishow passou por um processo de reposicionamento de marca, adotando oficialmente o humor como eixo central de sua programação, embora continuasse a exibir conteúdos musicais e reality shows. A nova identidade visual, lançada sob o slogan “A gente se diverte”, incorporou vinhetas com integrantes de seu elenco humorístico, como Cacau Protásio, Paulo Gustavo, Tatá Werneck e Tom Cavalcante. A mudança representou uma ruptura com a linha anterior, marcada pelo slogan “A vida sem roteiro”, adotado em 2011, quando o canal priorizava reality shows e programas de comportamento.
Sucesso de público desde sua estreia no SBT, em 1984, e com forte apelo nas redes sociais, as séries Chaves e Chapolin tiveram seus direitos de exibição na televisão por assinatura adquiridos pelo Multishow em 2018. Ambas estrearam na grade do canal em 21 de maio daquele ano, incluindo episódios inéditos no Brasil. As exibições foram encerradas em 31 de julho de 2020, após o Grupo Chespirito decidir retirar do ar mundialmente todas as produções de Roberto Gómez Bolaños, devido a um impasse financeiro com a Televisa. Em 2025, a emissora voltou a exibir os dois humorísticos normalmente em sua grade, após a recompra dos direitos de transmissão pelo Grupo Globo.
Em 4 de maio de 2021, com a morte do ator e humorista Paulo Gustavo, vítima da COVID-19, o canal prestou homenagens alterando sua logomarca para a cor branca com um sinal de luto e interrompendo a programação para exibir episódios do Vai que Cola, série que estava no ar no momento da confirmação do falecimento. Também foram exibidos trechos de seus trabalhos nas redes sociais e nos intervalos comerciais. No dia 11, o canal transmitiu a missa de sétimo dia diretamente do Santuário do Cristo Redentor, com sinal aberto pelo Globoplay.
Em 5 de novembro de 2021, a morte da cantora Marília Mendonça em um acidente aéreo, levou a emissora a alterar sua programação para homenageá-la, com reprises de programas em que participou. No dia 7, os organizadores do Prêmio Multishow 2021 decidiram entregar-lhe postumamente o prêmio de Cantora do Ano, após acordo entre as também indicadas Anitta, Iza e Ivete Sangalo, além de apelo do público. No dia 8, o canal exibiu uma edição especial do TVZ em sua homenagem, com participação de diversos artistas.
Em 9 de junho de 2025, com a transição do Viva para Globoplay Novelas, os programas humorísticos e seriados anteriormente exibidos pelo canal passaram a integrar a programação do Multishow. A emissora incorporou atrações como A Grande Família, Toma Lá, Dá Cá e Tapas & Beijos em uma nova faixa intitulada Clássicos do Humor.

## Multishow FM
Criada em dezembro de 2006, a rádio contava com a estrutura completa de uma FM - locutores, produtores, programadores e DJs.
A Multishow FM trazia lançamentos exclusivos; revelava novos estilos e tendências, tocava os maiores hits da atualidade; e ainda abria espaço para novas bandas nacionais, incentivando a renovação da nossa música.